# Enkhali
Enkhali (in arabo نخلي ‎?) è una comunità dell'Emirato di Dubai, negli Emirati Arabi Uniti. Si trova nel Settore 7 nella zona nord orientale di Dubai.

## Territorio
Il territorio della comunità occupa una superficie di 49,0 km² che si sviluppa in un'area non urbana nella zona orientale di Dubai, al confine con l'Emirato di Sharja.
L'area è delimitata a est dalla comunità di Al Wohoosh, a sud dalla comunità di Lehbab 1, a ovest dalla Dubai-Hatta Road (E 44) e a nord dalla comunità di Al Awir 2.
Il territorio è per una buona parte desertico e dista 2,7 km dal Riserva di conservazione del deserto di Al Wohoosh, una delle aree protette più antiche e grandi di Dubai.
La parte nord-occidentale della comunità è attraversata dalla Etihad Rail che collega Arabia Saudita con Fujaira.
L'area non è attualmente servita dalla Metropolitana di Dubai e non ci sono linee di superficie pubblica che la attraversano.